# Micrambyx lesleyae
Micrambyx lesleyae là một loài bọ cánh cứng trong họ Cerambycidae.